# 圣帕特里克竞技足球俱乐部
圣帕特里克竞技足球俱乐部（英語：St Patrick's Athletic Football Club）是位於愛爾蘭共和國首都都柏林的足球會，現時在FAI愛爾蘭超級聯賽中作賽。於1929年成立，來自都柏林西南部近郊的Inchicore地區，以瑞奇莫徳公园球场（Richmond Park）作為主場球場，球衣顏色是紅及白色，綽號「聖人」（The Saints）、「聖巴斯」（St. Pat's）或簡單稱為「巴斯」（Pat's）。

## 球會歷史
聖派翠克於1929年成立，首季以鳳凰公園球場（Phoenix Park）作為主場，於1930年搬遷到瑞奇莫徳公园球场（Richmond Park），斷斷續續直到現在。球隊迅速在愛爾蘭的初級及中級球賽中崛起，在1940年代末期已成為非聯賽頂尖球隊之一。在1948年及1949年連續兩年贏得愛爾蘭足協中級盃（FAI Intermediate Cup）後，獲延攬加入愛爾蘭足球聯賽（League of Ireland）。
1951年聖派翠克與另一支來自科克的常青聯（Evergreen United）一同加入愛爾蘭足球聯賽的高級行列，「聖巴斯」於處子球季即獲得聯賽冠軍，其後於1954/55年及1955/56年球季再次奪標。球隊直到1959年才首次贏得愛爾蘭足協盃，於1961年贏多一次冠軍，但自此以後，聖派翠克雖然多次晉級決賽，仍然未能第三次捧盃。
在聖派翠克的早年在不同的球場進行「主場」比賽，包括密尔城（Milltown）、恰佩利佐德赛狗场（Chapelizod Greyhound Stadium）及达利穆恩特公园球场（Dalymount Park）。於1960年返回當初使用的瑞奇莫徳公园球场，一直逗留到1989年。隨後再次「流放」到哈罗德克罗斯（Harolds Cross）的賽狗場，最終於1993年再度重返瑞奇莫徳公园。
「聖巴斯」在1960年代末期、整個1970年代、乃至1980年代早期只能苦苦掙扎，數次晉級盃賽決賽及新星的出現才讓長期無奈的支持者獲得安撫。這些新星之中包括诺尔·坎贝尔（Noel Campbell），坎贝尔在聖派翠克出道，並在效力期間入選國家隊，其後到德國加盟幸運科隆（Fortuna Köln），協助球隊升級德乙，效力長達8個球季；而最具光笀的新星要算是（Paul McGrath），麥格夫從初級聯賽球隊德尔克联（Dalkey United）的青年隊加盟，於1982年獲得PFAI球員先生（PFAI Players' Player of the Year）的榮譽，隨即轉投到曼聯。
1986年聖派翠克聘請白赖仁·卡尔（Brian Kerr）擔任領隊是球隊的轉捩點，在有限資源下卡尔成功建立一支有力爭標的球隊。1988年在聯賽最後一輪比賽失落聯賽錦標。翌年季後「聖巴斯」遷離瑞奇莫徳公园，暫時寄居哈罗德克罗斯（Harolds Cross）。努力沒有白費，兩年後的1989/90年球季，終於在1990年復活節週一確定贏得聯賽冠軍，距離上次奪標已是34年之久。但一連串的收購嘗試令到球隊一片混亂，更於1992年夏季幾乎被清盤，幸好一批本地投資人包括卡尔在最後一刻籌集82,000愛爾蘭鎊才倖免於難。1993年聖派翠克返回煥然一新的瑞奇莫徳公园，而卡尔亦展開重建球隊的任務，在1990年代中後期再贏得3次聯賽冠軍，可稱「九十年代霸主」。
1995/96年球季聖派翠克再奪得聯賽冠軍。1996年12月卡尔離職轉任愛爾蘭足球協會的技術總監，帕特·多兰（Pat Dolan）接手執教，成功獲得1997/98年球季聯賽冠軍。翌年新球季展開後僅一輪比賽，多兰退位讓卡尔的前副手连姆·布克雷（Liam Buckley）出任新領隊，「聖巴斯」順利衛冕聯賽冠軍。隨著在歐冠大敗出局及開季成績不濟，1999年12月31日辭退布克雷，由多兰再次執教。
踏入2000年代，「聖巴斯」於2000/01年球季奪得愛爾蘭足協聯賽盃及倫斯特高級盃（Leinster Senior Cup）兩項盃賽冠軍。但翌年的聯賽卻因球員註冊問題而產生重大爭議，聖派翠克被發現在季初三場採用未有合法註冊的保罗·马恩尼（Paul Marney），被罰扣減9分，其後於上訴得直而不用扣減分數，但再核對球員註冊資料，發現另一名球員查尔斯·梅巴巴斯·李文斯顿（Charles Mbabazi Livingstone）亦在未合法註冊下比賽五場，於2001年9月12日才正式註冊，這次聖派翠克逃不了被扣減15分的判罰，將聯賽冠軍拱手讓予舒尔本而屈居第三位。同年聖派翠克與聖芳濟各（St Francis F.C.）商討合併組織一間名為「都柏林聖人」（Dublin Saints）的新球隊，「聖巴斯」的支持者堅決拒絕，雖然最終未有成事，但卻導致兼任球隊行政總監而主其事的多兰與球迷的關係破裂。
2002年年夏季安德鲁·奥卡拉汉（Andrew O'Callaghan）獲委任為聖派翠克的新主席，面對歐洲足協對球隊牌照及球場規格要求的新挑戰。2003年2月多兰辭職轉投科克城。2004年「聖巴斯」慶祝成立75週年。2006年12月3日聖派翠克在愛爾蘭足協盃決賽在加時後3-4負於德利城，仍然繼續尋找第三次冠軍的機會。
2007年年初地產大亨贾瑞特·凯勒赫（Garrett Kelleher）成功收購聖派翠克，3月13日聘任前領隊白赖仁·卡尔（Brian Kerr）擔任足球總監，更於7月19日自任主席，據報凯勒赫預算投資5,000萬歐元用以改建瑞奇莫徳公园球场。

## 歐洲比賽
1998/99年聖派翠克參賽歐冠第一圈外圍賽，面對蘇超勁旅，首回合作客成功守和0-0，返回主場在托尔卡公园球场（Tolka Park）反而以0-2落敗，光榮出局。但翌年同一階段的比賽，「聖巴斯」主客兩回合同樣以0-5，累計0-10負於名不見經傳的摩尔多瓦球隊森布魯（Zimbru Chişinău）。
聖派翠克於2002年成為首支愛爾蘭球隊晉級歐洲足協圖圖盃第二圈，在第一圈對克罗地亚列積卡（NK Rijeka），主場3-2而作客僅負0-1，累計3-3以作客入球優惠晉級，但下圈對比利時根特（K.A.A. Gent）則作客0-2，主場3-1累計亦是3-3，但卻是作客入球優惠出局。
圣帕特里克竞技在歐洲競賽的總成績：
| 競賽名稱          | 參賽次數 | 比賽場數 | 勝 | 和 | 負 | 入球 | 失球 |
| ----------------- | -------- | -------- | -- | -- | -- | ---- | ---- |
| 歐洲盃/歐冠       | 3        | 6        | 0  | 2  | 4  | 1    | 17   |
| 盃賽冠軍盃        | 1        | 2        | 0  | 0  | 2  | 1    | 8    |
| 城市展覽盃/足協盃 | 5        | 14       | 3  | 3  | 8  | 14   | 28   |
| 圖圖盃            | 1        | 4        | 2  | 0  | 2  | 6    | 6    |
| 合計：            | 10       | 26       | 5  | 5  | 16 | 22   | 59   |

## 社區計劃
聖派翠克的格言：「愛爾蘭語：」，意譯為「不團結無力量」，「聖巴斯」與都柏林西南部本地社區有極緊密的聯繫。球隊在由10歲到18歲以下每個年齡級別也有代表球隊，亦有派隊參加愛爾蘭21歲以下足球聯賽，最近更曾贏得數次冠軍。以往聖派翠克女子隊曾經參加「都柏林女子足球聯賽」（Dublin Women's Soccer League），於1997年贏得冠軍，部分隊員更入選國家隊，1998年艾玛·伯恩（Emma Byrne）及西娅拉·格兰特（Ciara Grant）轉投女子隊。現時雖然沒有派出女子隊參加高級聯賽，但會內仍有數支女子青年隊。

## 球會榮譽
- 愛爾蘭足球聯賽冠軍：8
  - 1951/52年、1954/55年、1955/56年、1989/90年、1995/96年、1997/98年、1998/99年、2013；
- 愛爾蘭足協盃：2
  - 1959年、1961年；
- 愛爾蘭足協聯賽盃：2
  - 2000/01年、2003年；
- 愛爾蘭足協超級盃：1
  - 1999年；
- 愛爾蘭聯賽盾：1
  - 1959/60年；

## 球員名單
最後更新：2025年2月5日
註釋：國旗表示球員在國際足聯資格規則定義的國家隊。球員可能擁有一個以上非國際足聯國籍。
| 號碼 |        | 位置 | 球員                      |
| ---- | ------ | ---- | ------------------------- |
| 1    | 爱尔兰 | 门将 | Danny Rogers              |
| 2    | 爱尔兰 | 后卫 | Seán Hoare                |
| 3    | 爱尔兰 | 后卫 | Anthony Breslin           |
| 4    | 爱尔兰 | 后卫 | Joe Redmond（隊長）       |
| 5    | 英格兰 | 后卫 | Tom Grivosti              |
| 6    | 爱尔兰 | 中场 | Jamie Lennon              |
| 7    | 爱尔兰 | 中场 | Zachary Elbouzedi         |
| 8    | 爱尔兰 | 中场 | Chris Forrester（副隊長） |
| 9    | 爱尔兰 | 前锋 | 美臣·梅利亞               |
| 10   | 爱尔兰 | 中场 | Kian Leavy                |
| 11   | 爱尔兰 | 中场 | Jason McClelland          |
| 14   | 爱尔兰 | 中场 | Brandon Kavanagh          |

| 號碼 |          | 位置 | 球員           |
| ---- | -------- | ---- | -------------- |
| 15   | 爱尔兰   | 前锋 | Conor Carty    |
| 17   | 英格兰   | 中场 | Romal Palmer   |
| 18   | 爱尔兰   | 前锋 | Aidan Keena    |
| 19   | 北爱尔兰 | 中场 | Barry Baggley  |
| 20   | 爱尔兰   | 中场 | Jake Mulraney  |
| 21   | 瑞典     | 后卫 | Axel Sjöberg   |
| 23   | 北爱尔兰 | 后卫 |                |
| 24   | 爱尔兰   | 后卫 | Luke Turner    |
| 25   | 爱尔兰   | 中场 | Simon Power    |
| 29   | 爱尔兰   | 门将 | Matt Boylan    |
| 30   | 英格兰   | 后卫 | Al-Amin Kazeem |
| 94   | 英格兰   | 门将 | Joseph Anang   |

### 外借
註釋：國旗表示球員在國際足聯資格規則定義的國家隊。球員可能擁有一個以上非國際足聯國籍。
| 號碼 |        | 位置 | 球員                                  |
| ---- | ------ | ---- | ------------------------------------- |
| 16   | 爱尔兰 | 中场 | Aaron Bolger（外借至 埃布斯弗利特联） |
| 28   | 爱尔兰 | 中场 | Rhys Bartley（外借至 布雷流浪者）     |
| 33   | 爱尔兰 | 中场 | Sean McHale（外借至 敦達克）          |
| 35   | 爱尔兰 | 中场 | Anthony Dodd（外借至 费恩夏普）       |
| 36   | 爱尔兰 | 中场 | Luke Kehir（外借至 Wexford）          |

## 著名球員
不包括現役球員；部分球員效力橫跨不同年代，名字被置於初次效力圣帕特里克竞技的年代。
| 1950年代 - Shay Gibbons - Fergus Crawford - Ronnie Whelan - Harry Boland - Ginger O'Rourke - Willie Peyton - Joe Haverty - Dinny Lowry - Tommy Dunne - Tommy "Longo" White 1960年代 - Ray Bushe - Dougie Boucher - Jackie Hennessy - Mick O'Flynn 1970年代 - 诺尔·坎贝尔（Noel Campbell） - John Minnock - Jackie Jameson - Alfie Hale - （Gordon Banks） - Neil Martin | 1980年代 - Synan Braddish - Dave Henderson - Curtis Fleming - （Paul McGrath） - Paddy Dillon - Mick Moody - Damien Byrne - Mark Ennis - Eamon O'Keefe - Jim Mahon 1990年代 - Eddie Gormley - Ricky O'Flaherty - Martin Russell - Ian Gilzean - Paul Osam - John McDonnell 2000年代 - Charles Livingstone Mbabazi - Trevor Molloy - （Kevin Doyle） - Darragh Maguire - Colm Foley |

## 外部連結
- http://www.stpatsfc.com/ （页面存档备份，存于）
- （英文） 爱尔兰足协：圣帕特里克竞技
- http://www.rte.ie/sport/2006/1129/stpatsath.html （页面存档备份，存于）